# Closterus oculatus
Closterus oculatus là một loài bọ cánh cứng trong họ Cerambycidae.